# News Chronicle
Le News Chronicle est un journal quotidien britannique disparu. Il est issu de la fusion du Daily News et du Daily Chronicle le 2 juin 1930. Il cesse de paraître le 17 octobre 1960, jour où il a été absorbé par le Daily Mail. 